# Thomisiraptor liedtkei
Thomisiraptor liedtkei Wunderlich, 2004 è un ragno fossile appartenente alla famiglia Thomisidae.
È l'unica specie nota del genere Thomisiraptor.

## Caratteristiche
Genere fossile risalente al Paleogene. I ragni sono costituiti da parti molli molto difficili da conservare dopo la morte; infatti i pochi resti fossili di aracnidi sono dovuti a condizioni eccezionali di seppellimento e solidificazione dei sedimenti.

## Distribuzione
La specie è stata rinvenuta in alcune ambre baltiche.

## Tassonomia
Dal 2004 non sono stati esaminati altri esemplari, né sono state descritte sottospecie al 2015.